# Kærlighedens almagt
Kærlighedens almagt è un film del 1919, diretto da A. W. Sandberg.

## Trama
L'attenzione di Nina, che sta vegliando, una notte, presso la madre malata in una casa isolata, è attratta da un uomo che vagabonda nella circostante foresta di Trone: ella lo rifocilla con un bicchiere di latte e delle vettovaglie. Lo stesso accade la mattina dopo, quando il vagabondo si ripresenta. Poi si apprende che l'uomo è un fuggiasco a cui si sta dando la caccia, Carl Weldon, accusato dell'omicidio del barone Liegundt.
Pedro, il nipote del barone, ha costituito una remunerativa taglia sul fuggiasco, così Nina, pur in balia di mille dubbi, si decide a denunciare la presenza di Carl, in modo da usufruire del denaro della taglia per curare la madre. Carl viene catturato, e, all'uscita dalla stazione di polizia, Pedro sorprendentemente cerca di approfittare di Nina, giudicandola una persona poco onesta a partire dal fatto che avrebbe appena "venduto" un uomo. Per di più la madre di Nina, nel frattempo, era deceduta.
E i dubbi di Nina trovano un loro fondamento nel fatto che Carl, effettivamente, è innocente. Come egli dal carcere racconta al figlio Victor, un pediatra del locale ospedale, anni prima il barone era fuggito con sua moglie, la madre di Victor, che poi era morta abbandonata ed in povertà. Carl si era imbattuto di nuovo nel barone Liegundt, e, recatosi nella sua abitazione, preceduto da un biglietto, con l'intenzione di ucciderlo, lo aveva trovato in stato di prostrazione, ed aveva desistito dal suo proposito in considerazione del disonore che ne sarebbe nato per il figlio Victor. Ma, appena uscito dalla casa del barone, dove aveva lasciato il proprio revolver, Carl aveva udito un colpo di pistola, e aveva visto il cadavere del barone per terra, verosimilmente suicida. Dato però che tutte le prove, dal biglietto al revolver, sarebbero state a carico di Carl, egli si era dato alla macchia nella foresta, fino alla cattura dovuta alla "soffiata" di Nina.
Tempo dopo Nina trova lavoro come aiuto-infermiera proprio nel reparto ospedaliero dove presta servizio Victor: fra i due si sviluppa l'affetto, che porta al loro matrimonio. Nel frattempo Jeanne, una collega di Nina, comincia a frequentare Pedro, del quale però non tarda a riconoscere la natura indisponente.
Nina trascorre i primi tempi del proprio matrimonio mettendo a tacere efficacemente i tarli del passato, fino a quando Pedro non inizia a ricattarla, cercando un pagamento in natura, con la minaccia di rivelare a Victor che è stata proprio lei a far catturare, e di conseguenza condannare, l'innocente Carl. In ogni caso Victor viene a sapere quanto gli si voleva nascondere, e nella coppia nasce un grave momento di crisi.
Con l'aiuto di Jeanne, Nina, basandosi su un'espressione di Pedro che l'aveva fatta insospettire, escogita un piano per rimediare alla situazione. Ella adesca Pedro, che la invita a casa sua: qui Nina riesce a metter luce sugli avvenimenti che hanno portato alla morte del barone, e ad ottenere, in cambio di particolari prestazioni promesse, la confessione di Pedro, che risulta essere egli stesso l'assassino dello zio, per motivi di denaro. A casa di Pedro era nascosta Jeanne, che, avendo udito tutto, è testimone.
Mentre Jeanne corre a chiamare la polizia, Pedro tenta di uccidere Nina, ma, in una manovra inconsulta, colpisce sé stesso con una revolverata. La polizia giunge in tempo per ascoltare le ultime parole del moribondo, che scagiona Nina da quello che avrebbe potuto sembrare un ulteriore omicidio.